# Halfdan Ullmann Tøndel
Halfdan Ullmann Tøndel, född 1990 i Oslo, Norge, är en norsk regissör och manusförfattare. Han är son till författaren  Linn Ullmann och barnbarn till skådespelaren Liv Ullmann och regissören Ingmar Bergman.

## Biografi
Halfdan Ullmann Tøndel har tidigare regisserat och skrivit manus till några kortfilmer såsom Fanny och Fuglehjerter. Det stora genombrottet kom 2024 i och med långfilmen Armand  som vid Cannesfestivalen 2024 belönande med Caméra d’Or  för bästa debutfilm. Filmen är även Norges Oscarsbidrag inför 2025 års gala.

## Filmografi (urval)
- 2024 – Armand